# Omicidio a luci rosse
Omicidio a luci rosse (Body Double)  è un film del 1984 diretto da Brian de Palma e sceneggiato dal regista con Robert J. Avrech.

## Trama
Jake Scully è un caratterista con problemi di claustrofobia, per la quale manda a monte una ripresa, perdendo in un batter d'occhio il lavoro, la casa e gli affetti. In cerca di un nuovo impiego, incontra in un casting un tale Sam Bouchard, il quale ascoltando le sue confidenze, gli offre alloggio temporaneo nel suo lussuoso appartamento, mentre è via per impegni. L'uomo gli confida di una bellissima ragazza benestante vicina di casa, Gloria Revelle, che si esibisce ogni sera nel di lei appartamento in un numero di spogliarello, e di come ami osservarla con un telescopio.
Una volta solo Jake non disdegna l'idea di guardare a sua volta Gloria, ma presto si accorge che a spiarla vi è anche un altro uomo, con l'aspetto di un nativo americano. Il protagonista inizia a pedinare la donna durante il giorno, assistendo impotente allo scippo della borsetta di lei da parte del nativo americano, che quella sera stessa irromperà a casa della donna per ucciderla.
Jake viene successivamente fermato dalla polizia, interrogato e rilasciato dal detective Jim McLean, non del tutto convinto dell'innocenza del caratterista.  Scully vede per caso il trailer televisivo di un film a luci rosse, dove una celebre pornostar, Holly Body, si esibisce in un numero identico a quello di Gloria Revelle. Convinto di un nesso, l'uomo decide di contattarla partecipando con successo a un provino nella casa di produzione ed ottenendo una scrittura.
Terminate le riprese, Jake si finge un produttore emergente e la invita a casa, per poi apprendere da lei di un ingaggio per dei numeri erotici nell'appartamento di Gloria indossando una parrucca che la rendesse somigliante alla padrona di casa. Jake intuisce il coinvolgimento di Bouchard, l'uomo che gli aveva offerto alloggio, rendendolo in questo testimone ed alibi delle sue malefatte. Holly, onde evitare grane, fugge via. Jake contatta telefonicamente il detective McLean, anch'egli con dei sospetti su Bouchard, mentre Holly viene assalita dal nativo americano.
Il protagonista insegue i due, trovando l'assassino nel tentativo di seppellire viva la ragazza, che è stata tramortita. In una colluttazione, Jake gli strappa la maschera dal viso, scoprendo che si tratta di un camuffamento di Bouchard, ma cade nella fossa accanto a Holly. Bouchard gli svela il suo piano, sicuro del panico che sta sopraffacendo Jake ma quest'ultimo, immaginandosi come in un sogno una rivalsa contro il regista che lo aveva rimpiazzato, vince le sue paure claustrofobiche e reagisce all'aggressione risalendo dalla fossa. Durante le urla della colluttazione, torna alla carica il cane di Gloria, che si trovava nella macchina di Bouchard. Jake riesce a schivarlo lasciandosi cadere nella fossa e il povero animale finisce per travolgere Bouchard precipitando con lui nel canale di scolo di un impianto idroelettrico.
Jake comprende quindi che il cane non aveva aggredito il nativo americano nella casa perché lo aveva riconosciuto come il suo padrone, ovvero il marito di Gloria.
Epilogo in un set come all'inizio, al cospetto di Holly e del regista che ha ripreso Jake con sé.

## Produzione
È stato supposto che il titolo originale Body Double (lett. "controfigura") sia riferito alle scene di nudo di Angie Dickinson nel precedente film di De Palma, Vestito per uccidere. Il negozio Tower Records in cui Jake Scully affitta una copia di Holly si fa Hollywood è quello situato fra l'angolo di Larabee e il Sunset Boulevard. La villa ottagonale presa in prestito da Scully è la celebre Casa Malin, nota anche come Chemosphere, progettata nel 1960 dall'architetto John Lautner.
Omicidio a luci rosse è citato più volte nel best seller American Psycho di Bret Easton Ellis: il protagonista del libro è infatti ossessionato dal film di De Palma e dalla scena del violento omicidio col trapano elettrico.

## Accoglienza

### Critica
All'uscita il film fu pesantemente criticato. Alcuni dichiararono che la pellicola era una carrellata degli elementi già visti nei film di Alfred Hitchcock, piuttosto come un omaggio al maestro come nel caso di Vestito per uccidere (1980), mentre altri lo condannarono per gli elementi controversi che conteneva, vale a dire misoginia (della quale peraltro non vi è traccia nel film) e violenza grafica. L'associazione a capo del premio Razzie Award assegnò addirittura a Brian De Palma la nomination come peggior regista dell'anno. Fra i sostenitori accaniti del film ci fu però Roger Ebert, che gli assegnò tre stelle e mezzo su quattro.
In Italia, invece, i critici furono più benevoli nei confronti del film: Morando Morandini gli ha assegnato nel suo dizionario tre stelle, scrivendo che il film «...assai ben ambientato nel mondo californiano della pornografia, è un thriller pieno di suspense basato sugli ingredienti più tipici del bravo De Palma: claustrofobia, perversioni, terrore, deviazioni di personalità»; anche Pino Farinotti assegna nel suo dizionario dei film tre stelle commentando «...azione, sesso e violenza proposti con mestiere da un De Palma che ripesca motivi hitchcockiani».

## Riconoscimenti
- 1985 – Golden Globe
  - Candidatura alla migliore attrice non protagonista a Melanie Griffith